# Maciste (film)
Pour les articles homonymes, voir Maciste.
Pour plus de détails, voir Fiche technique et Distribution.
Maciste est un long-métrage muet d'aventures italien réalisé par Luigi Romano Borgnetto (it) et Vincenzo Denizot et sorti en 1915.
Il s'agit du premier film avec Bartolomeo Pagano dans le rôle de Maciste, après son apparition mineure dans le film épique Cabiria (1914). Le personnage a été créé par Gabriele d'Annunzio.

## Synopsis
Une jeune fille est harcelée par un oncle perfide qui tente de s'emparer de sa fortune. En allant au cinéma voir Cabiria, et en voyant Maciste en action, elle a l'idée de demander de l'aide au bel acteur qui se fait passer pour lui.

## Fiche technique
- Titre original italien et français : Maciste
- Réalisateur : Luigi Romano Borgnetto (it) et Vincenzo Denizot
- Scénario : Giovanni Pastrone d'après le personnage créé par Gabriele D'Annunzio.
- Société de production : Itala Film
- Pays de production :  Royaume d'Italie
- Format : Noir et blanc - 1,33:1 - muet - 35 mm
- Durée : 67 minutes
- Genre : Film d'aventures
- Dates de sortie :
  - Royaume d'Italie : 2 mai 1915

## Distribution
- Bartolomeo Pagano : Maciste
- Clementina Gay : la jeune fille
- Amelia Chellini : la mère de la jeune fille
- Didaco Chellini : le duc Alexis

## Accueil critique
« Alors que les événements aventureux qui jalonnent l'intrigue ont une essence tragique, ce film nous est présenté comme l'instigateur de la gaieté la plus franche et la plus saine, de l'amusement le plus gai. C'est dans ce sens que le Salon Ghersi de Turin a fait la publicité du film, et c'est dans ce sens que l'énorme public qui s'y est pressé pendant plusieurs jours lui a donné son jugement très favorable. »

— La Vita Cinematografica, 15 février 1916

« ... la mise en scène est excellente et la photographie ne laisse rien à désirer. C'est un film qui a tous les atouts pour rester en salles ... »

— Cine-Fono, 25 mai 1916

## Restauration
Le film a été restauré par la Cinémathèque de Bologne en collaboration avec le Musée national du cinéma de Turin. Cette édition restaurée est disponible en DVD depuis 2009 dans le cadre de la collection Il cinema ritrovato de la Cineteca di Bologna.